# Modomnoc
Modomnoc (død ca. 550 evt.) er en irsk helgen og missionær. Han var elev af Skt. David af Wales og medlem af den kongelige O'Neill-familie.
Ifølge en legende var det Modomnoc, der først indførte bier til Irland, da en sværm fulgte ham fra hans kloster i Wales, hvor han havde været biavler.